# Discografie van Flemming
Hieronder volgt de discografie van de Nederlandse zanger Flemming, met name zijn albums, zijn nummers met een notering in een hitlijst en zijn Top 2000-noteringen. 

## Albums
| Album             | Verschijnen     | Label       | Hitlijsten | Hitlijsten | Hitlijsten | Hitlijsten | Opmerkingen                        |
| Album             | Verschijnen     | Label       | BE (VL)    | BE (VL)    | NL         | NL         | Opmerkingen                        |
| Album             | Verschijnen     | Label       | Piek       | Weken      | Piek       | Weken      | Opmerkingen                        |
| ----------------- | --------------- | ----------- | ---------- | ---------- | ---------- | ---------- | ---------------------------------- |
| Flemming          | 4 november 2022 | 8ball Music | 34         | 26         | 2          | 101        | Studioalbum / Diamant in Nederland |
| Twee stappen voor | 25 oktober 2024 | 8ball Music | 86         | 1          | 2          | 6          | Studioalbum / Platina in Nederland |

## Nummers met een notering in een hitlijst
| Lied                                            | Verschijnen       | Album                             | Hitlijsten | Hitlijsten | Hitlijsten  | Hitlijsten  | Hitlijsten   | Hitlijsten   | Opmerkingen                                             |
| Lied                                            | Verschijnen       | Album                             | BE (VL)    | BE (VL)    | NL (Top 40) | NL (Top 40) | NL (Top 100) | NL (Top 100) | Opmerkingen                                             |
| Lied                                            | Verschijnen       | Album                             | Piek       | Weken      | Piek        | Weken       | Piek         | Weken        | Opmerkingen                                             |
| ----------------------------------------------- | ----------------- | --------------------------------- | ---------- | ---------- | ----------- | ----------- | ------------ | ------------ | ------------------------------------------------------- |
| Digital Age (met Phreefall)                     | 13 november 2015  | —                                 | —          | —          | tip9        | —           | —            | —            |                                                         |
| Amsterdam                                       | 24 september 2021 | Flemming                          | 13         | 18         | 7           | 19          | 3            | 79           | Alarmschijf / Diamant in Nederland en platina in België |
| Zij wil mij                                     | 31 december 2021  | Flemming                          | 14         | 12         | 6           | 18          | 10           | 34           | Alarmschijf / Platina in Nederland en goud in België    |
| Automatisch                                     | 29 april 2022     | Flemming                          | —          | —          | 2           | 26          | 6            | 75           | 538 Favourite / Diamant in Nederland                    |
| Terug bij af (met Ronnie Flex)                  | 25 augustus 2022  | Flemming                          | 49         | 1          | 18          | 14          | 27           | 15           | Goud in Nederland                                       |
| Plaatje van jou                                 | 4 november 2022   | Flemming                          | —          | —          | —           | —           | 94           | 1            |                                                         |
| Paracetamollen                                  | 16 december 2022  | Flemming (tweede versie)          | —          | —          | 3           | 21          | 5            | 38           | Alarmschijf / 538 Favourite / Platina in Nederland      |
| Verleden tijd                                   | 14 april 2023     | Twee stappen voor                 | —          | —          | 17          | 10          | 15           | 29           | Platina in Nederland                                    |
| Hypnose                                         | 14 juli 2023      | Twee stappen voor                 | —          | —          | 28          | 7           | 46           | 19           | Goud in Nederland                                       |
| Champions League (met Boef)                     | 10 november 2023  | Twee stappen voor                 | —          | —          | 11          | 16          | 9            | 32           | Platina in Nederland                                    |
| Alles op gevoel (met Zoë Tauran en Ronnie Flex) | 5 januari 2024    | Twee stappen voor                 | —          | —          | 4           | 17          | 2            | 40           | Platina in Nederland                                    |
| Hoop dat jij me mist                            | 10 mei 2024       | Twee stappen voor                 | —          | —          | 38          | 3           | 73           | 3            |                                                         |
| Onweer in m'n hoofd                             | 13 september 2024 | Twee stappen voor                 | —          | —          | 37          | 5           | 88           | 2            |                                                         |
| Als je gaat                                     | 13 december 2024  | Twee stappen voor (tweede versie) | —          | —          | tip26       | —           | —            | —            |                                                         |
| 100% (met Mart Hoogkamer)                       | 21 februari 2025  | —                                 | —          | —          | 11          | 17          | 6            | 25*          |                                                         |
| Gin & Tonic (met Russo)                         | 5 juni 2025       | —                                 | —          | —          | tip3        | —           | 66           | 1            |                                                         |

## NPO Radio 2 Top 2000
| Nummers met noteringen in de NPO Radio 2 Top 2000 | '22 | '23  | '24  |
| ------------------------------------------------- | --- | ---- | ---- |
| Amsterdam                                         | 734 | 1309 | 1493 |
| Automatisch                                       | -   | 1136 | 1308 |
| Paracetamollen                                    | -   | 1514 | 1899 |

1. ↑  Een '-' betekent dat het nummer niet was genoteerd en een vetgedrukt getal geeft de hoogste notering van een nummer aan.
2. ↑  2022 was het eerste jaar met een notering voor FLEMMING.